# Ľuboš Micheľ
Pour les articles homonymes, voir Michel.
Ľuboš Micheľ, né le 16 mai 1968 à Stropkov (Slovaquie), est un ancien arbitre de football international. Il est devenu arbitre FIFA à l'âge de 25 ans.
Il a notamment arbitré :
- un match de la Coupe du monde 2002 (Paraguay-Afrique du Sud),
- la finale de la Coupe de l'UEFA 2003 entre le Celtic Glasgow et le FC Porto,
- des rencontres comptant pour les championnats d'Europe de 2004,
- une demi-finale de la Ligue des Champions 2005 (Liverpool-Chelsea),
- des rencontres de la Coupe du monde 2006,
- la finale de la Ligue des Champions 2008 entre Chelsea et Manchester United
- ainsi que des matchs de l'UEFA Euro 2008.

Polyglotte, il parle anglais, russe, allemand, polonais et slovaque.